# Karrueche Tran
Karrueche Tran (sinh 17 tháng 5 năm 1988) là nữ diễn viên, người mẫu người Mỹ. Từ khoảng năm 2013 đến 2016, cô vào vai Vivian Johnson trong sê-ri web The Bay.

## Thời thơ ấu
Tran lớn lên tại thành phố Los Angeles, California. Mẹ cô là người Việt Nam còn cha cô là người Mỹ gốc Phi.

## Đời tư

### Mối quan hệ
Karrueche Trần là tình cũ của Chris Brown.